# Onkel-Toms-Hütte

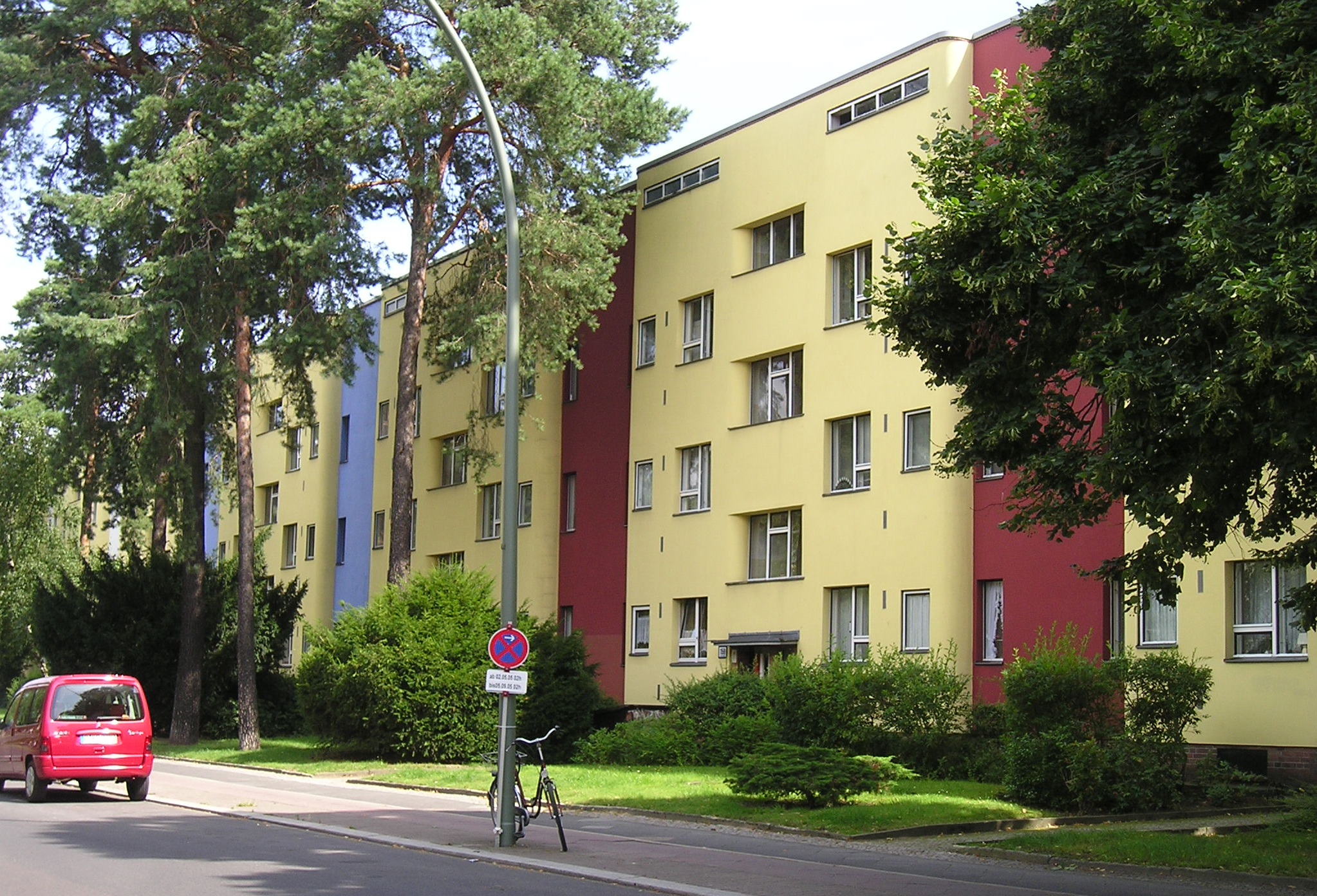
Un edificio della Onkel-Toms-Hütte

La Großsiedlung Onkel-Toms-Hütte ("grande insediamento Capanna dello Zio Tom") è un complesso residenziale di Berlino, nel quartiere di Zehlendorf.
Deriva il suo curioso nome da quello di una nota osteria fuori porta che sorgeva nella zona.
La Onkel-Toms-Hütte costituì, insieme alla Hufeisensiedlung, uno dei maggiori interventi edilizi della Repubblica di Weimar a Berlino.
L'insediamento fu realizzato dal 1926 al 1932 su progetto urbanistico dell'arch. Bruno Taut, che progettò anche gli edifici della fascia centrale. Gli altri edifici furono disegnati dagli architetti Hugo Häring (zona nord) e Otto Rudolf Salvisberg (zona sud). L'architetto Alfred Grenander progettò la stazione della metropolitana, curiosamente integrata in un centro commerciale.
La costruzione della Onkel-Toms-Hütte fu osteggiata dall'amministrazione distrettuale di Zehlendorf, che si opponeva all'insediamento di ceti medi e medio-bassi in un quartiere a struttura sociale elevata.
Anche lo stile architettonico del quartiere, ispirato alla scuola del Bauhaus, suscitò polemiche, per l'uso di colori vivaci (tipico di molte opere di Taut) e dei tetti piani. Il dibattito (definito scherzosamente "la guerra dei tetti di Zehlendorf") contrapponeva la Onkel-Toms-Hütte al limitrofo insediamento sperimentale Am Fischtalgrund, realizzato dall'arch. Heinrich Tessenow in stile tradizionale.
La Onkel-Toms-Hütte ha comunque goduto di fortuna critica ed è oggi sotto tutela monumentale (Denkmalschutz). Un monumento ricorda l'arch. Taut, morto in esilio a Istanbul nel 1938.

### Testi di approfondimento
- (DE) Bauwelt, n. 34, 1988,  p. 1377.
- (DE)  AA.VV., Berliner Wohnquartiere. Ein Führer durch 70 Siedlungen, Reimer Verlag, Berlino 2003, pp. 130–133.